# 西费利西亚纳堂区
西費利西亞納堂區（英語：West Feliciana Parish）是美国路易斯安那州的一個堂區，北鄰密西西比州、西界密西西比河，面積1,103平方公里。根據2020年美國人口普查，共有人口15,310人。縣治聖佛朗西斯維爾（St. Francisville）。該縣成立於1824年2月17日，名稱是西班牙语「快樂的土地」意思，據傳得名於西班牙殖民地時期總督贝尔纳多·德·加尔维斯其妻子的名字。